# 橘綿裳
橘 綿裳（たちばな の わたも）は、奈良時代から平安時代初期にかけての貴族。氏姓は橘朝臣のち広岡朝臣、橘宿禰を経て再び橘朝臣。中宮大夫・橘佐為の子。官位は従四位上、右京大夫。

## 経歴
天平宝字元年（757年）橘奈良麻呂の乱の発生後間もなく、兄弟の真姪と共に橘朝臣から広岡朝臣に改姓するが、その後橘宿禰姓に戻されている。天平宝字3年（759年）従五位下・左大舎人助に叙任される。天平宝字8年（764年）藤原仲麻呂の乱が発生する直前に上野員外介に左遷される。
称徳朝末の神護景雲3年（769年）少納言に任ぜられ、翌宝亀元年（770年）光仁天皇の即位に前後して、従五位上・中務少輔兼山背守に叙任される。宝亀9年（778年）姉妹の三笠と共に橘朝臣に改姓される。
桓武朝に入ると延暦3年（784年）大判事に転じる。光仁朝から桓武朝の前半まで20年以上に亘って従五位上から昇進できなかったが、延暦16年（797年）正五位上に叙せられるなど、桓武朝の後半から平城朝にかけては昇進し、大同4年（809年）までに従四位上に至った。またこの間、宮内大輔・右京大夫などを務めている。
大同4年（809年）6月26日卒去。最終官位は散位従四位上。

## 官歴
『六国史』による。
- 時期不詳：正六位上
- 天平宝字元年（757年） 閏8月18日：橘朝臣から広岡朝臣に改姓
- 時期不詳：広岡朝臣から橘宿禰に改姓
- 天平宝字3年（759年） 6月16日：従五位下。7月3日：左大舎人助
- 天平宝字8年（764年） 8月4日：上野員外介
- 神護景雲3年（769年） 5月9日：少納言
- 時期不詳：中務少輔
- 神護景雲4年（770年） 9月16日：兼山背守。11月10日：従五位上
- 宝亀9年（778年） 9月25日：橘朝臣に改姓
- 延暦3年（784年） 4月2日：大判事
- 延暦8年（789年） 2月4日：兼越中介
- 延暦10年（791年） 正月28日：宮内大輔
- 時期不詳：正五位下
- 延暦16年（797年） 正月7日：正五位上
- 時期不詳：従四位上
- 大同4年（809年） 6月26日：卒去（散位従四位上）

## 系譜
- 父：橘佐為[1]
- 母：不詳
- 妻：不詳
- 生母不明の子女
  - 男子：橘継成[2]
  - 男子：橘百枝[3]（775-854）